# Paul Sinner
Paul Sinner (ur. 17 lipca 1838 w Ludwigsburgu (Królestwo Wirtembergii), zm. 30 marca 1925 w Tybindze) – niemiecki fotograf mający wybitne zasługi przy dokumentowaniu strojów ludowych i widoków – głównie miast – Szwabii.

## Życiorys

### Młodość
Paul Sinner był synem zamieszkałego w Ludwigsburgu Johanna Martina Sinnera, podoficera szkoleniowego w stopniu oberfeldwebla, czyli starszego sierżanta. Już w roku 1840 rozstał się on po 25 latach ze służbą wojskową i przeniósł z rodziną do rodzinnej Tybingi. Jako że został zatrudniony w sądzie jako pomocnik kancelaryjny i administrator domu, zamieszkał w budynku, w którym w owym czasie miał siedzibę Sąd dla Okręgu Szwarcwaldzkiego przy Holzmarkt (adres pocztowy Neue Straße 1). Ponieważ jego skromne zarobki nie wystarczały na utrzymanie wielodzietnej rodziny, matka dorabiała sprzedażą kwiatów.
Bezpośrednio po konfirmacji (tj. przypuszczalnie w roku 1852) Sinner na życzenie ojca i wbrew własnej woli rozpoczął naukę zawodu piekarza, a po jej ukończeniu w roku 1854 wyrobił sobie dokumenty takie jak paszport i potwierdzenie prawa do ojczyzny (Heimatrechtzeugnis) i udał się na tradycyjną wędrówkę. Przez Stuttgart i Frankfurt nad Menem dotarł w ten sposób do Hamburga. Powróciwszy w rodzinne strony, szukał zatrudnienia w przemyśle i najpóźniej od roku 1859 pracował jako ślusarz w Fabryce Maszyn w Esslingen. W związku z wypadkiem przy pracy, w którym doznał poważnego urazu kilku palców, zmuszony był do ponownej zmiany zawodu i za radą jednego z przyjaciół rozpoczął naukę we właśnie nowo otwartym atelier przy Marienstraße 36 stuttgarckiego fotografa Friedricha Brandsepha. Ukończywszy tę naukę w roku 1862, zatrudnił się w zakładzie fotograficznym Johanna Bleibela, gdzie zarabiał początkowo 700, później nawet 780 fl rocznie. Zarobek był bardzo dobry, ale Sinner nie zamierzał pozostawać pracownikiem. Stwierdził jednak, że jako samodzielny fotograf nie ma szans, bo na początku lat sześćdziesiątych XIX w. zarówno w Stuttgarcie, jak i w Tybindze, do której zamierzał wrócić, wśród fotografów istniała silna konkurencja. Dlatego też w roku 1863 wystąpił o koncesję na prowadzenie restauracji w Tybindze, powołując się na ukończoną naukę zawodu piekarza. Jednak częste zmiany zawodu potraktowano negatywnie i rada miejska odrzuciła podanie.

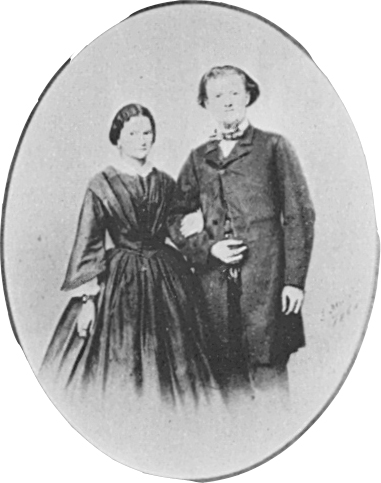
Paul Sinner i Wilhelmine Kienle, zdjęcie ślubne wykonane w atelier Johanna Bleibela

Pozostał więc w Stuttgarcie i dalej pracował u Bleibela. Wkrótce rozpoczął starania o ożenek z Wilhelmine Kienle (ur. 23 lipca 1839, zm. 1933), córką rzeźnika z Tybingi. Ponieważ na ślub wymagane było zezwolenie od rady miejskiej w Tybindze, najpóźniej wtedy poznał niewiele od siebie starszego malarza Wilhelma Hornunga, będącego radnym. Hornung, biorąc pod uwagę m.in. dobre zarobki Sinnera, pozytywnie zaopiniował jego podanie, rada miejska na posiedzeniu 18 czerwca 1864 r. wydała pozwolenie., ślub odbył się w lipcu tego samego roku w Stuttgarcie, a w listopadzie para przeniosła się do Tybingi. Dzięki wianu żony mógł się urządzić w Tybindze. Należy przypuszczać, że w tym czasie Hornung i Sinner uzgodnili prowadzenie wspólnej działalności.
Sinner miał ośmioro dzieci, z których pierwsze, urodzone w maju 1865, zmarło wcześnie.

### Działalność fotograficzna

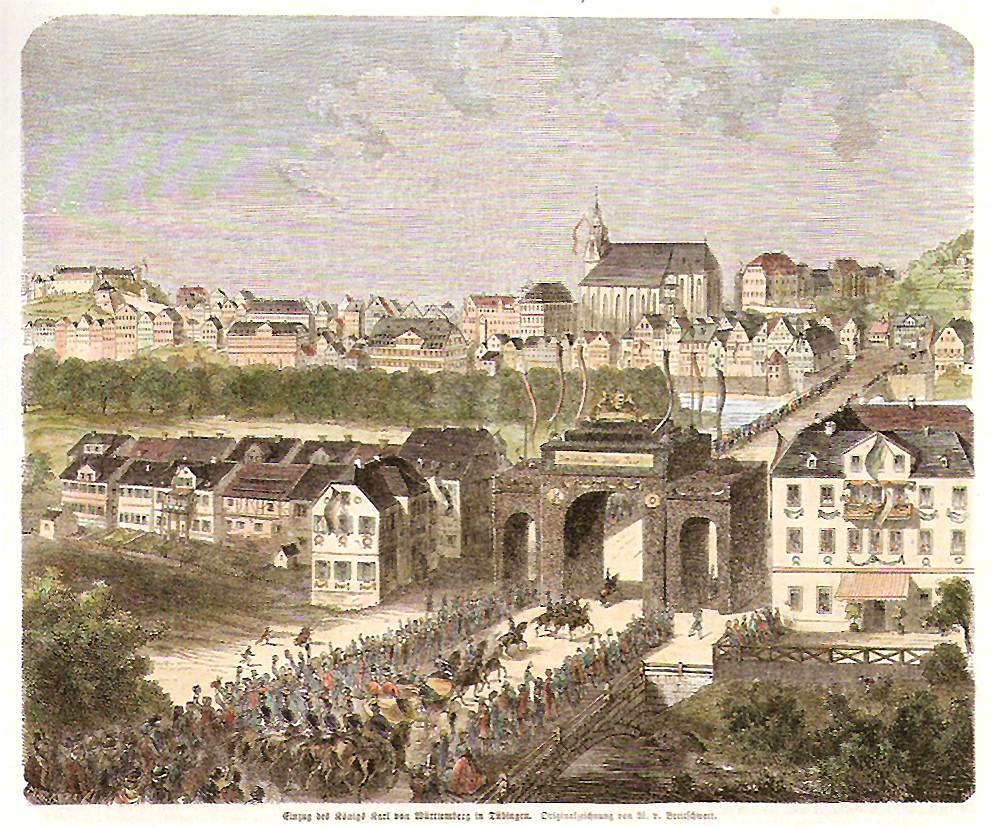
Uroczysty wjazd króla Wirtembergii Karola do Tybingi 1 czerwca 1865 r. – Pawilon z atelier Hornunga i Sinnera przy Wöhrdstraße (dziś Uhlandstraße) widoczne jest tuż przy lewym brzegu ilustracji (kolorowany drzeworyt Wilhelma von Breitschwerta)

#### Początki
W grudniu 1864 teść Hornunga, mistrz szklarski Wilhelm Kieß, złożył podanie o budowę atelier na terenie ogrodu należącego do jego domu mieszkalnego przy Wöhrdstraße (obecnie Uhlandstraße). Nowością było, że atelier miało się znajdować w specjalnie w tym celu zbudowanym, wolno stojącym pawilonie. Zarówno część ścian, jak i dachu miała być przeszklona. Rada miejska kilkakrotnie zajmowała się tą sprawą – istniały zastrzeżenia co do „nieforemnego” dachu, tym bardziej że chodziło o nowe reprezentacyjne osiedle. Pozwolenia na budowę udzielono ostatecznie w marcu 1865 r. Po szybkiej budowie atelier pod nazwą „Hornung & Sinner, Maler und Photographen, Neckarvorstadt” podjęło działalność 5 maja 1865 r. Mimo że, na zewnątrz stwarzało wrażenie spółki, w rzeczywistości należało do Hornunga.

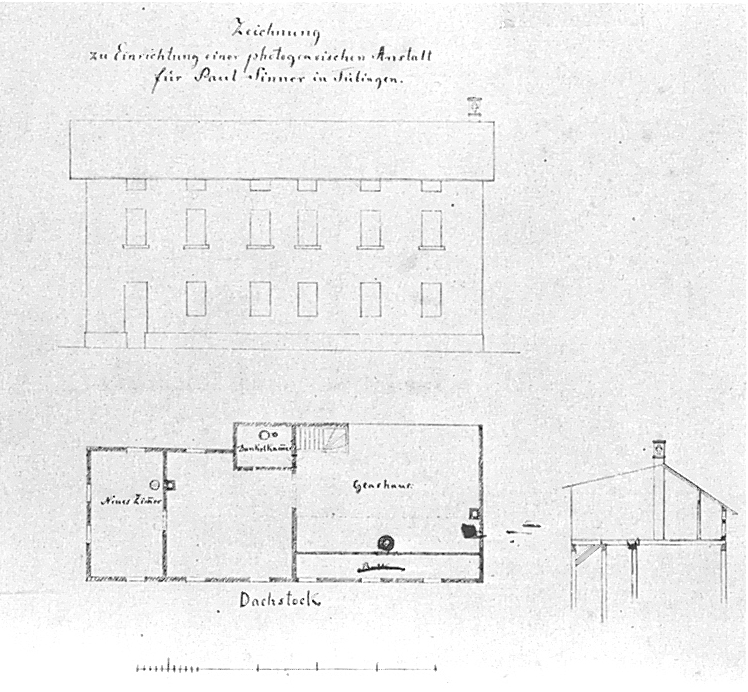
Plan atelier przy Gartenstraße 7

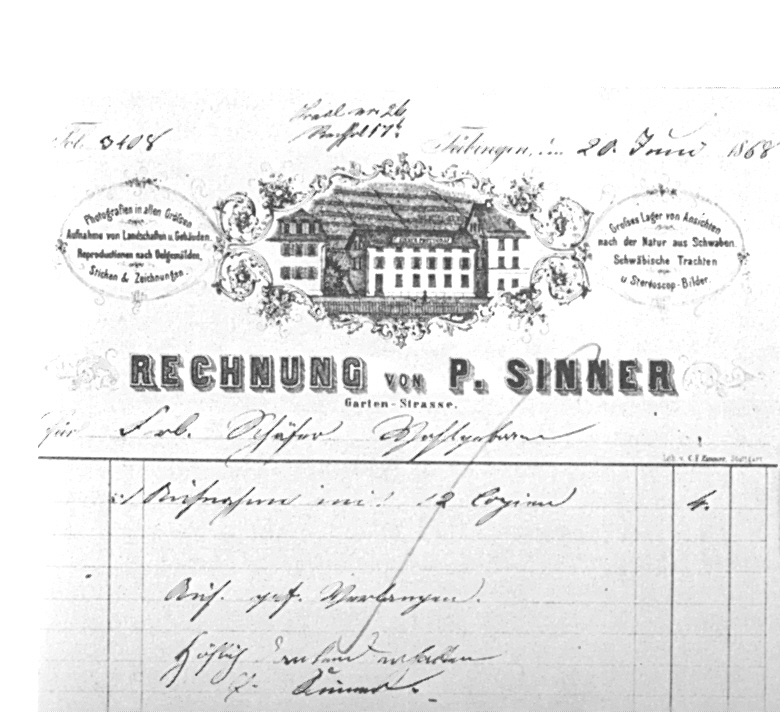
Rachunek Sinnera z roku 1868 na zaprojektowanym przez niego formularzu z widokiem domu przy Gartenstraße 7 (litografia na podstawie zdjęcia)

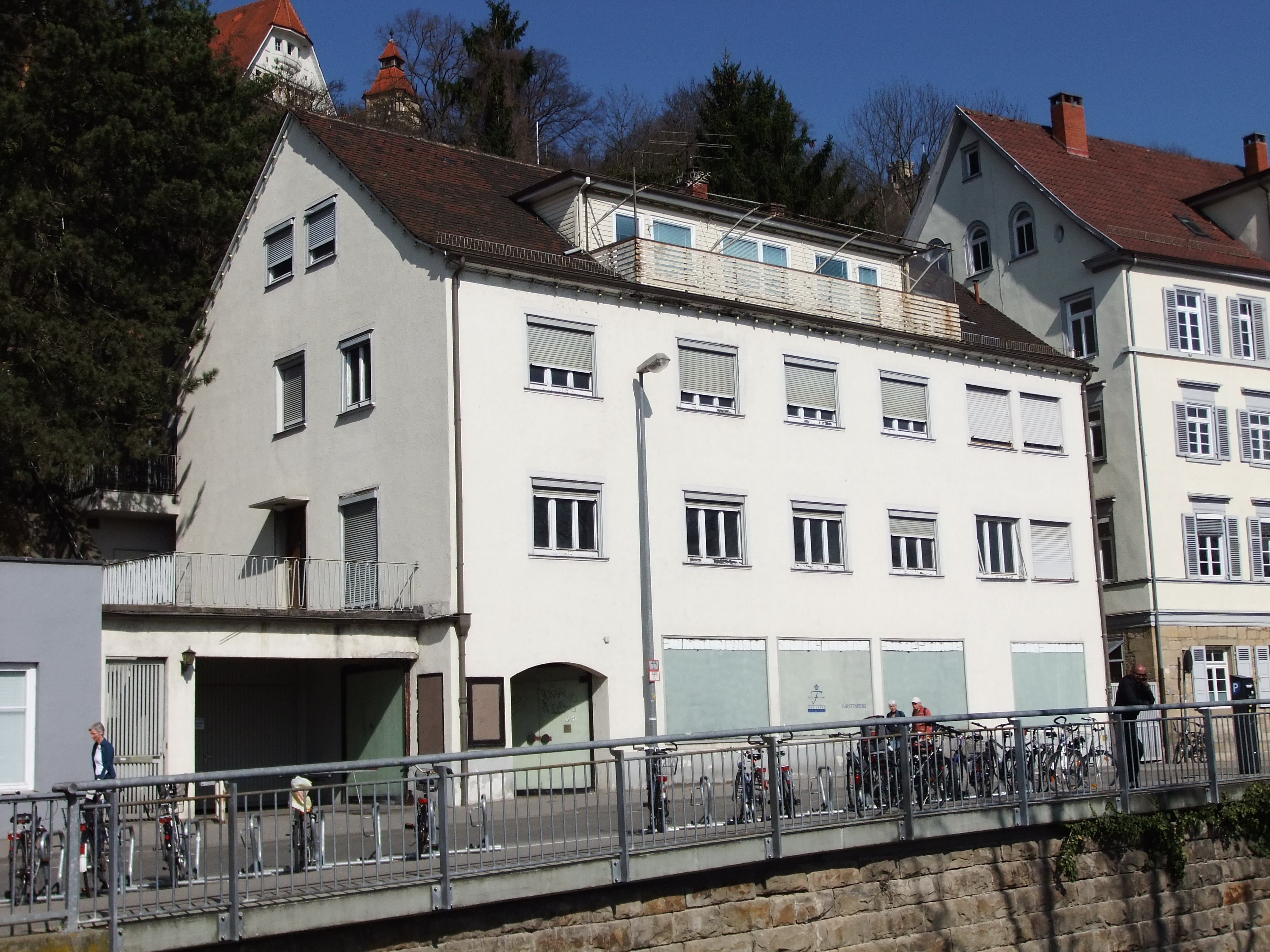
Były dom Paula Sinnera przy Gartenstraße 7 (stan 2012)

Stroje ludowe – temat tak istotny dla Sinnera – fotografowane były przez Hornunga i Sinnera niemal od samego początku. Rok 1865 stwarzał ku temu dobrą okazję. Podróżujący po Wirtembergii z okazji objęcia tronu król Karol Wirtemberski przybył latem do Tybingi, gdzie zaprezentowano mu m.in. „34 pary chłopskie w pięknych strojach z doliny Steinlach”. Oddanie hołdu królowi posłużyło do nawiązania do tradycji, bowiem stroje ludowe w owym czasie już prawie nie były noszone.
Od samego początku Sinner nie chciał ograniczać się do samej działalności fotograficznej i w listopadzie tego samego roku otworzył przy Neckargasse na własny rachunek sklep z rzemiosłem artystycznym i zdjęciami ze wspólnego atelier.

#### Pełna samodzielność
Atelier z Hornungiem, w którym był on tylko podporządkowanym wspólnikiem, było dla Sinnera rozwiązaniem przejściowym: już w niecałe dwa lata później, na początku 1867 r., kupił dom (do tej pory skład) przy Gartenstraße 7, tuż u podnóża góry Österberg, na stoku której rozciągała się winnica. Dom został gruntownie przebudowany: na strychu powstało atelier (salon z przeszklonym dachem znajdował się w części zwróconej ku górze), a dolne kondygnacje służyły rodzinie Sinnera do celów mieszkalnych. Oficjalne otwarcie nowego atelier miało miejsce 27 października 1867 r. Aby ściągnąć klientów do atelier zainstalował na jego dachu duże litery tworzące napis „P. Sinner Photograph”. Na jednym z istniejących jeszcze wtedy filarów Bramy Neckarskiej umieścił gablotkę, w której przechodnie mogli podziwiać jego fotografie.
Sinner był człowiekiem zarówno wielostronnym, jak przedsiębiorczym i wynalazczym: W związku z tym, że w owym czasie stosowano mokre płyty, które musiały być wywoływane natychmiast po naświetleniu, już w pierwszym roku samodzielnej działalności kupił jednokonną dorożkę, służącą mu do przewożenia specjalnie zbudowanej składanej ciemni. Była to duża, płaska skrzynia drewniana ze składanymi nogami. Po otwarciu wieka rozstawiało się przymocowany do niej namiot osłaniający fotografa od góry. Dzięki niej Sinner mógł robić zdjęcia w warunkach polowych: czy to u klientów, czy też zdjęcia, które robił na własną rękę.
Za zdjęcia klasztoru Bebenhausen – powstałe dzięki ruchomej ciemni – otrzymał od króla Wirtembergii Karola już w roku 1868 „Złoty medal za osiągnięcia w sztuce i nauce”. Medal ułatwił mu uzyskanie zezwolenia na zdjęcia podczas wojny francusko-pruskiej w latach 1970/71. Do tego przedsięwzięcia, kiedy Sinner fotograficznie dokumentując działania wojenne jeździł aż do Alzacji
ruchoma ciemnia była znowu nieodzowna.

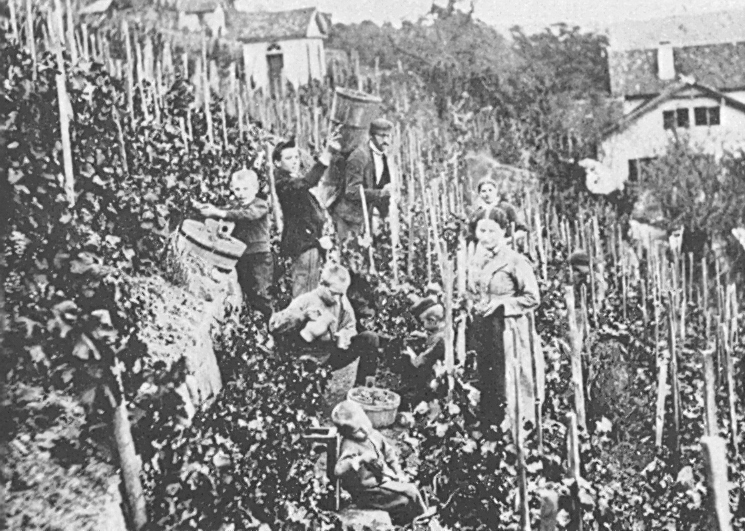
Zbiory winogron w winnicy Sinnera za jego domem przy Gartenstraße 7 w roku 1875. Na zdjęciu widać: Wilhelmine Sinner z synami Theodorem, Hermannem i Carlem, a także dziewczynę do dzieci Babette, ogrodnika z synem i pracownika atelier – ze straszakiem.

W roku 1868 Sinner otworzył drugie atelier: w Gmünd. W tym atelier Sinner zatrudniał zapewne jakiegoś fotografa. Istniało ono jednak tylko kilka miesięcy, bo Sinner zapewne stwierdził, że trudno się rozerwać pomiędzy te dwa miasta, w czasie, kiedy podróż pociągiem zajmowała pół dnia. Z Gmünd utrzymywał jednak dalej kontakty: Wilhelm Boppel, fotograf w Gmünd, którego Sinner znał zapewne jeszcze z pracy u Bleibela, miał wyłączne prawo sprzedawania w tym mieście wykonanych przez niego portretów, w szczególności należy wymienić rzadki portret nowego biskupa rottenburskiego Karla Josefa von Hefele z roku 1870.

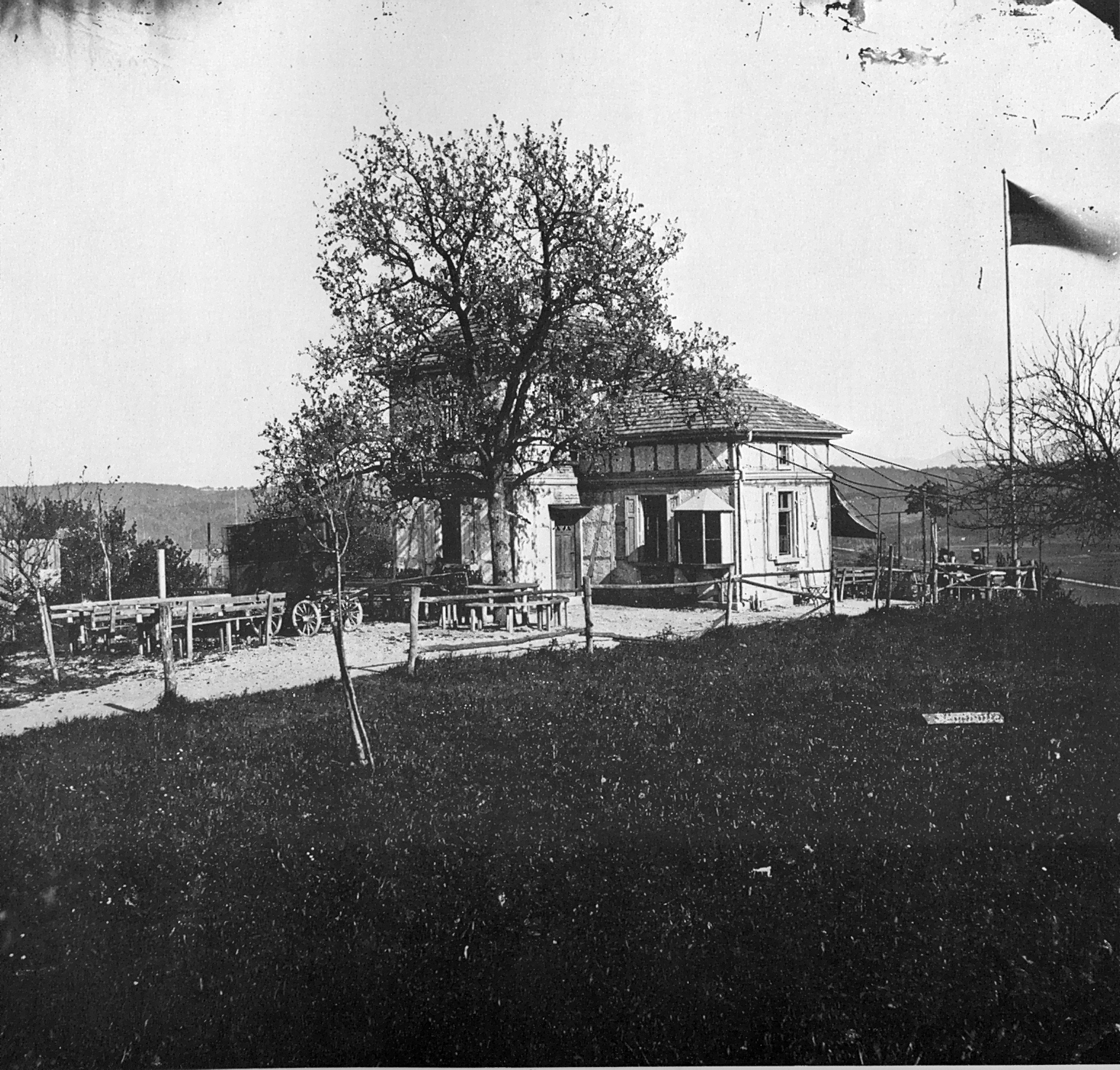
Restauracja Sennhütte z dorożką do przewożenia składanej ciemni, ok. 1870

Sinner posiadał też działkę w znacznie wyżej położonej, ale bardziej płaskiej części tej góry, zwanej Wielandhöhe. Na tej działce początkowo suszył swoje płyty fotograficzne. Mimo że sprawdził się jako fotograf, – zmuszony zapewne koniecznością finansową ze względu na powiększającą się rodzinę – powrócił do wcześniejszego pomysłu i w znajdującym się na owej działce obszernym domku ogrodowym – wcześniej wybudowanym jako miejsce spędzania starości dla ojca – otworzył. w roku 1876 restaurację Sennhütte. Restauracja oferująca wspaniały widok na miasto stała się ulubioną restauracją wycieczkową. Początkowo prowadziła ją żona Sinnera, później była wydzierżawiana i istniała do roku 1898, kiedy Sinner sprzedał tę posiadłość sąsiadującej korporacji akademickiej „Rhenania”, która obok restauracji w roku 1886 postawiła istniejący do dziś dom.
Sinner był jedynym fotografem z Królestwa Wirtembergii, który prezentował się na wystawie światowej w Wiedniu w roku 1873, w dziale „Sztuka graficzna”. Już po około dziesięciu latach atelier Sinnera było znane nie tylko w regionie. Można było to poznać m.in. po tym, że w „Przewodniku podróżno-przemysłowym po Wirtembergii” z 1879 roku wśród zakładów tybindzkich wymieniony został na pierwszym miejscu. Rozgłos zawdzięczał ukierunkowaniu na fotografię architektury i strojów ludowych. Już w tym czasie oferował około 1000 motywów widoków ze Szwabii, na których dominowała fotografia architektury, i około 400 motywów ze zdjęciami strojów ludowych. W jego staraniach można wyraźnie dostrzec ambicje artystyczno-naukowe. Jako doradców do wyboru motywów udało mu się pozyskać profesorów Wilhelma von Lübke i konserwatora krajowego Eduarda Paulusa. Dzięki temu przemawiał do wykształconego mieszczaństwa, które właśnie odkrywało namiętność do zbieractwa.

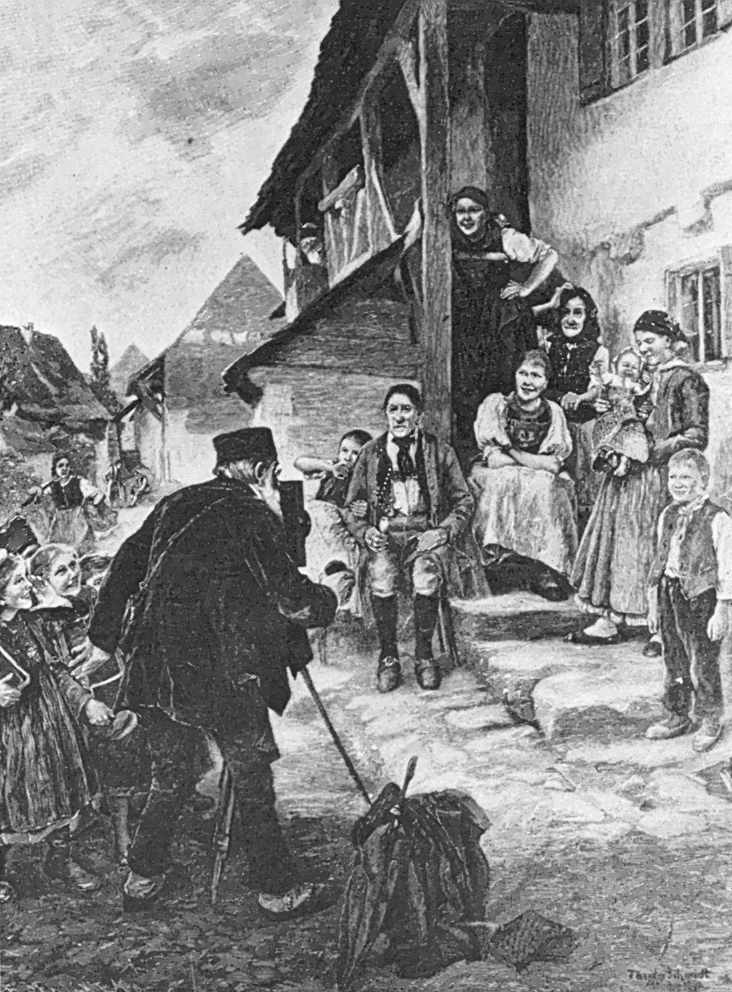
Paul Sinner podczas fotografowania w Betzingen (rysunek Theodora Schmidta, 1892)

W trakcie swej działalności Sinner oddalał się od fotografii portretowej, w której prym w Tybindze wiodło atelier Hornunga. W konsekwencji tego w roku 1884 całkowicie zrezygnował ze zdjęć atelierowych i wydzierżawił atelier stuttgarckiemu fotografowi Albertowi Gauglerowi, koncentrując się na zdjęciach architektury i strojów ludowych.

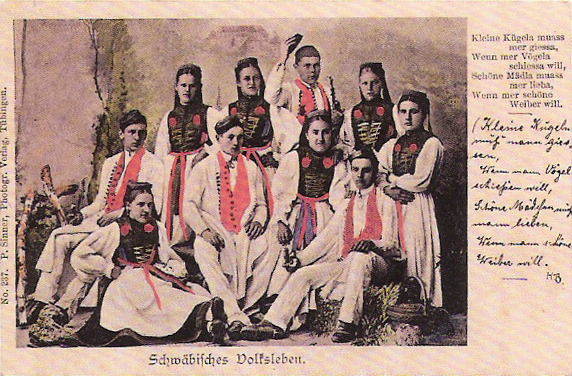
Grupa w strojach ludowych z Betzingen (kolorowana pocztówka z serii „Schwäbisches Volksleben”, nr 237)

Szwabskie stroje ludowe Sinner fotografował w Schwarzwaldzie w okolicy Tribergu i koło Calwu, w Baarze w Schwenningen, na Jurze Schwabskiej w powiecie Ulm, jak również nad środkowym Neckarem w Betzingen, Wurmlingen, Mähringen i w dolinie Steinlach. Z powodu zarówno bliskości Betzingen, jak i tego, że tradycja strojów ludowych była tam bardzo żywa Sinner fotografował w Betzingen najczęściej. Zdjęcia wykonywał zarówno w plenerach, jak i w atelier. Montował z nich niekiedy widokówki łączące kilka widoków. Aby one atrakcyjniej wyglądały, jego córki ręcznie kolorowały na czerwono elementy czarno-białych zdjęć. Dopiero wprowadzenie chromolitografii w roku 1896 umożliwiło druk kolorowy. Fotografie strojów ludowych, sprzedawane początkowo w teczkach zbiorczych, a później jako widokówki, przynosiły Sinnerowi znaczny zysk. Ponieważ oprócz późniejszych wzmianek nie ma żadnych dowodów na to, że modelom wypłacał honoraria, spekulowano, że Sinner nie dzielił się zyskiem z chłopami w należytym stopniu. Jego fotografie strojów ludowych z Betzingen w niezwykle trwały sposób oddziaływały na odbiorców. To właśnie one w decydującym stopniu przyczyniły się do tego, że strój ludowy z Betzingen jako jedyny strój szwabski jest jeszcze dziś żywy i że dziś utożsamiany jest ze strojem szwabskim.

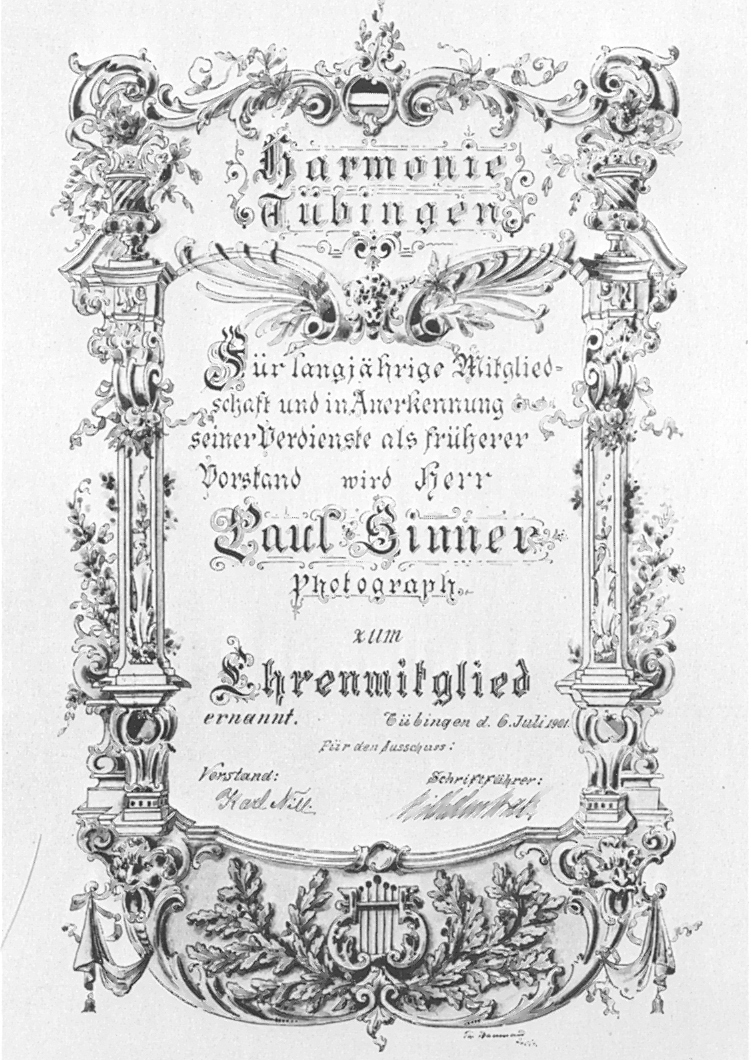
Honorowy dyplom Stowarzyszenia Śpiewaczego Harmonie z 6 lipca 1901

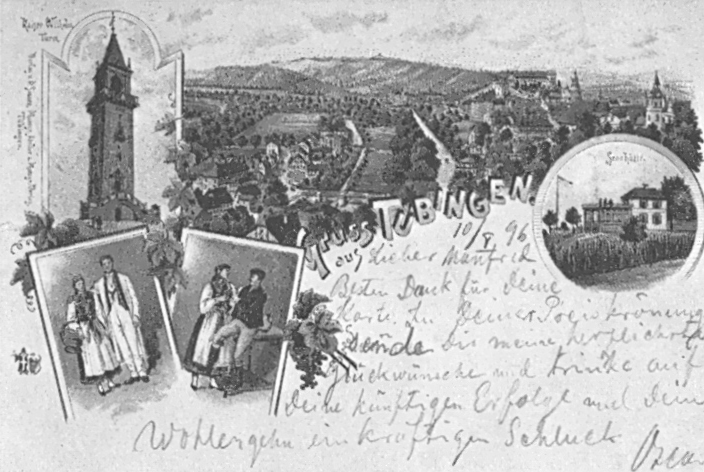
Pocztówka z Tybingi wydana przez Paula Sinnera; na okrągłym zdjęciu widoczna jest restauracja Sennhütte

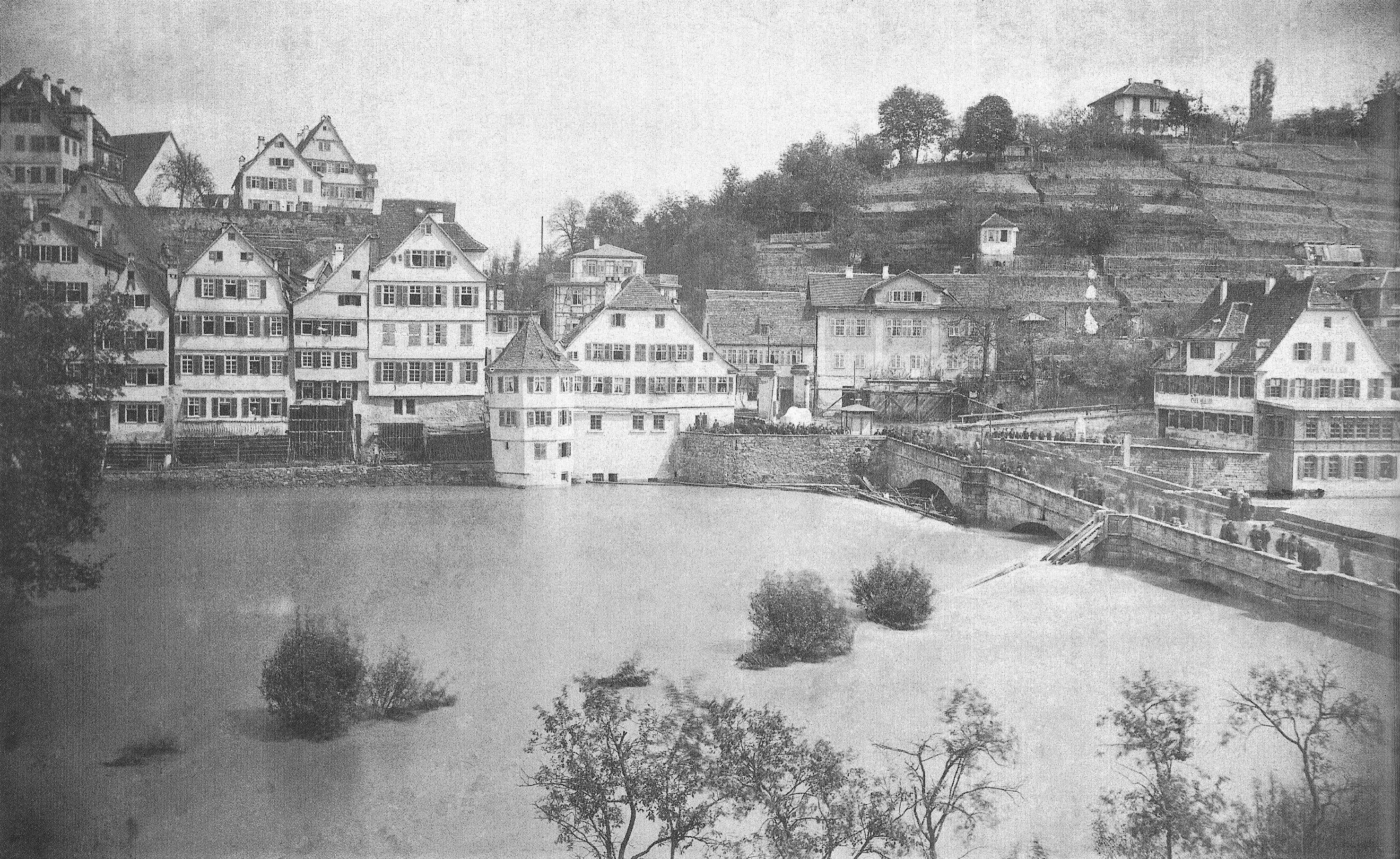
Powódź na Neckarze w Tybindze, 1872

W latach osiemdziesiątych XIX w. Sinner wytwarzał głównie rodzajowe zdjęcia krajobrazowe, widoki miast oraz zdjęcia ludności wiejskiej w niedzielnych strojach ludowych. Zdjęcia te sprzedawał zarówno prasie, jak i jako pocztówki. Podczas pierwszej wojny światowej fotografował zniszczenia wojenne w miastach, głównie w Tybindze.
Ruchoma ciemnia służyła mu do końca życia. W przeciwieństwie do dorożki zachowała się – w początku lat trzydziestych XX w. ciemnię zakupiło do swych zbiorów Deutsches Museum w Monachium, i tam ją można nadal oglądać w ramach stałej wystawy „Fotografia i film”.
Sinner potrafił w znakomity sposób dzielić sobie czas. Pracował nie tylko zawodowo jako fotograf i przejściowo także jako restaurator, lecz ponadto – tuż po przeniesieniu się do Tybingi, na początku 1865 r. został członkiem Stowarzyszenia Śpiewaczego „Harmonia”, w którego spotkaniach przez lata regularnie uczestniczył, za co w roku 1901 otrzymał tytuł honorowego członka.
Sinner fotografował do późnej starości. Znane są np. jego zdjęcia Tybingi z roku 1916 dokumentujące zniszczenia wojenne. Miał wtedy 78 lat. Sinner zmarł jako poważany obywatel w wieku 88 lat i został pochowany na Cmentarzu Miejskim w Tybindze. Jego żona przeżyła go o kilka lat.

## Zasługi
Paul Sinner był najwybitniejszym reprezentantem swojej profesji nie tylko w Tybindze, lecz jednym z najważniejszych fotografów Wirtembergii. Był on postrzegany jako „artysta ojczyźniany”. Tę sławę zawdzięczał ukierunkowaniu swojej fotografii. Dzięki przemierzaniu Szwabii i utrwalaniu jej widoków i szczegółów jak stroje ludowe na niezliczonych zdjęciach był znany na szerokiej arenie. Pod względem technicznym nie były lepsze niż niektórych innych kolegów z Tybingi. W zakresie fotografii portretowej i fotomontażu przewyższały go subtelne i dokładne prace Juliusa Wilhelma Hornunga. Szczególne miejsce w jego działalności zajmowało fotografowanie rzeczy, które już wtedy uważane były za starocie: stare budynki, stroje ludowe Szwabii, sprzęty gospodarskie. Z dzisiejszego punktu widzenia to cenna dokumentacja. Sinner był ponadto jednym z pierwszych niemieckich fotografów wojennych.
Twórczość Paula Sinnera wyróżnia się na tle twórczości innych fotografów tamtego okresu tym, że ówczesna prasa poświęcała jej stosunkowo sporą uwagę. Poza tym Sinner sprzedał sporą ilość teczek kolekcjonerskich i pocztówek. Dzięki takiemu rozpowszechnieniu wywarł znaczący wpływ na postrzeganie Wirtembergii. Jego fotografie ukazują nie tylko, w jaki sposób na przestrzeni lat modernizacji ulegał wizerunek miast w XIX wieku, głównie Tybingi, lecz także, w jaki sposób fotografia zmieniała miasto i jej mieszkańców. Paul Sinner był nie tylko kronikarzem-ilustratorem, lecz także – jak twierdzi Wolfgang Hesse – kreatorem regionu kulturowego. Jego twórczość stała się wzorcem dla stopniowo pojawiających się fotoamatorów. „Późnoromantyczne wyobrażenia o wsi, jej mieszkańcach i sztuce »Szwabii« są w dużej mierze jego dziełem, stanowiły bowiem nieodłączny element jego twórczości.”
Także dzięki temu rozpowszechnieniu twórczość Sinnera zajmuje szczególne miejsce na tle twórczości innych fotografów tamtego okresu – dzięki niemu jest stosunkowo łatwo dostępna. Dorobek jego pięćdziesięcioletniej działalności zachował się w znacznej części, łącznie ok. 2000 płyt. Największe zbiory posiada archiwum miejskie w Tybindze. Także archiwum miejskie w Reutlingen ma niemały zbiór. Znacznie mniejsze zbiory posiadają biblioteka uniwersytecka w Tybindze i Württembergisches Landesmuseum (Wirtemberskie Muzeum Krajowe), Landesstelle für Volkskunde (Krajowa Placówka Etnograficzna) i Württembergische Landesbibliothek (Wirtemberska Biblioteka Krajowa) – wszystkie w Stuttgarcie. Płyty w posiadaniu Krajowego Urzędu Konserwacji Zabytków w Stuttgarcie posegregowane są według kryterii topograficznych i dlatego nie stanowią odrębnego zbioru.

## Dzieło

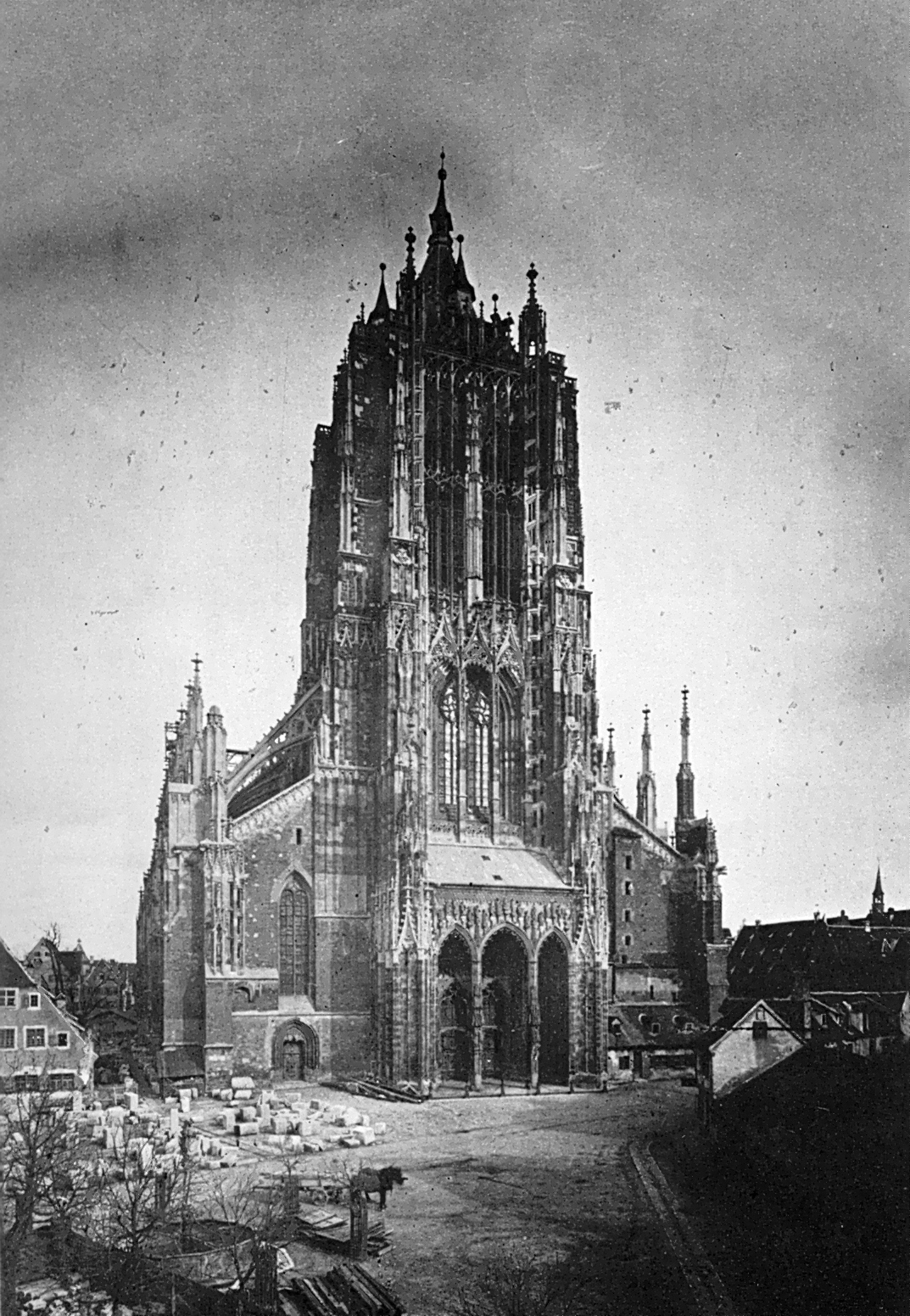
Katedra w Ulm przed ukończeniem wieży, 1876

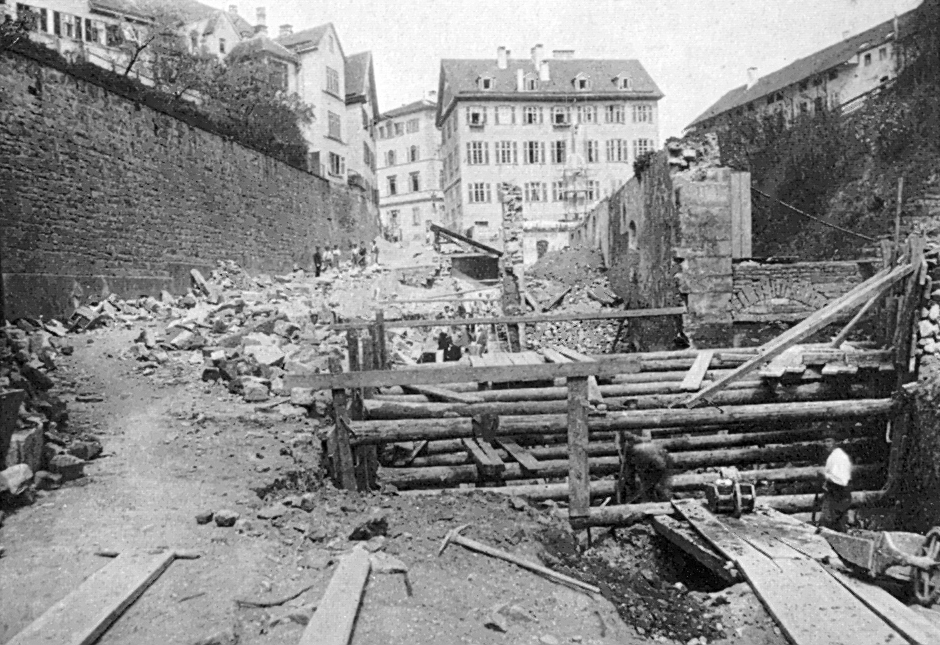
Tybinga: rozbiórka młynu w związku z budową Mühlstraße w roku 1885

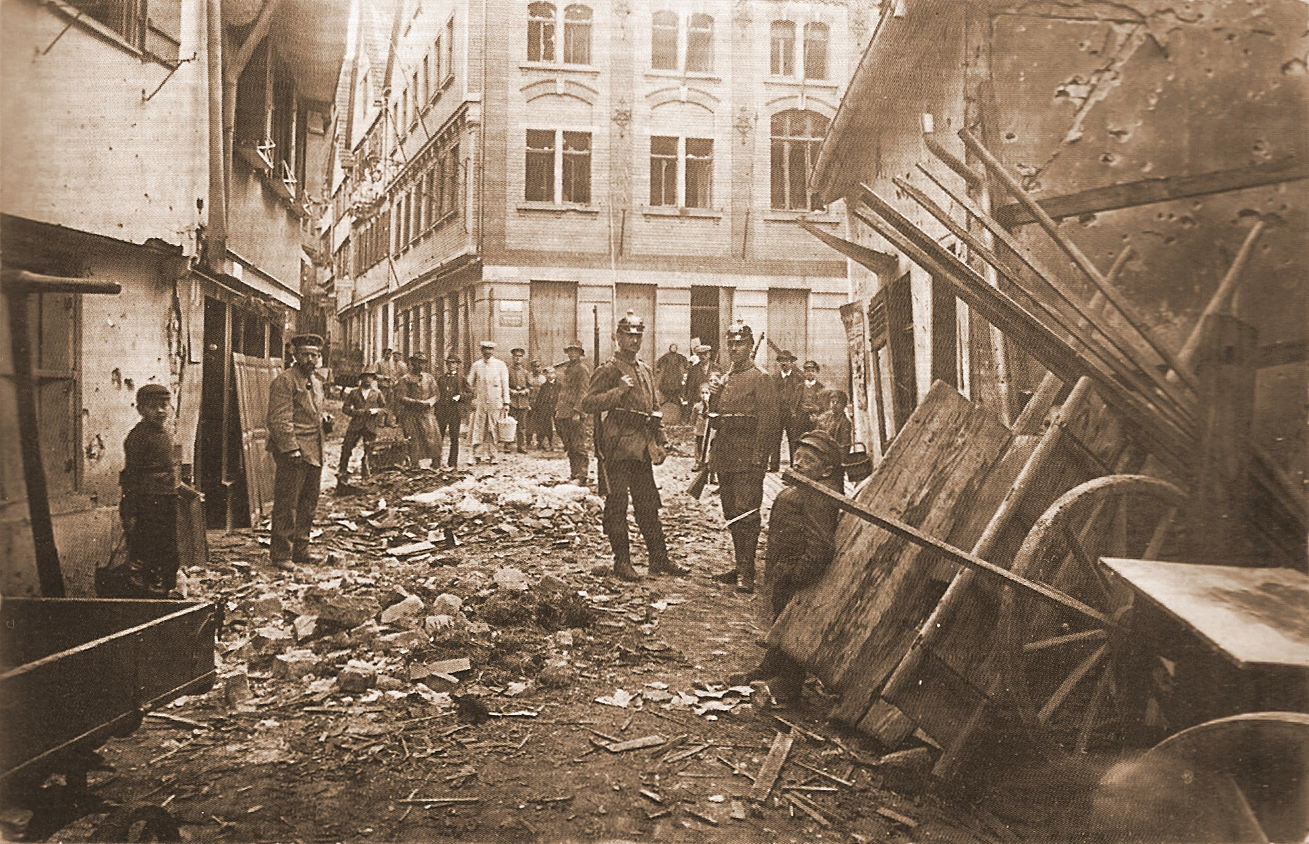
Gospoda „Hirsch” w Tybindze po bombardowaniu, 12 października 1916

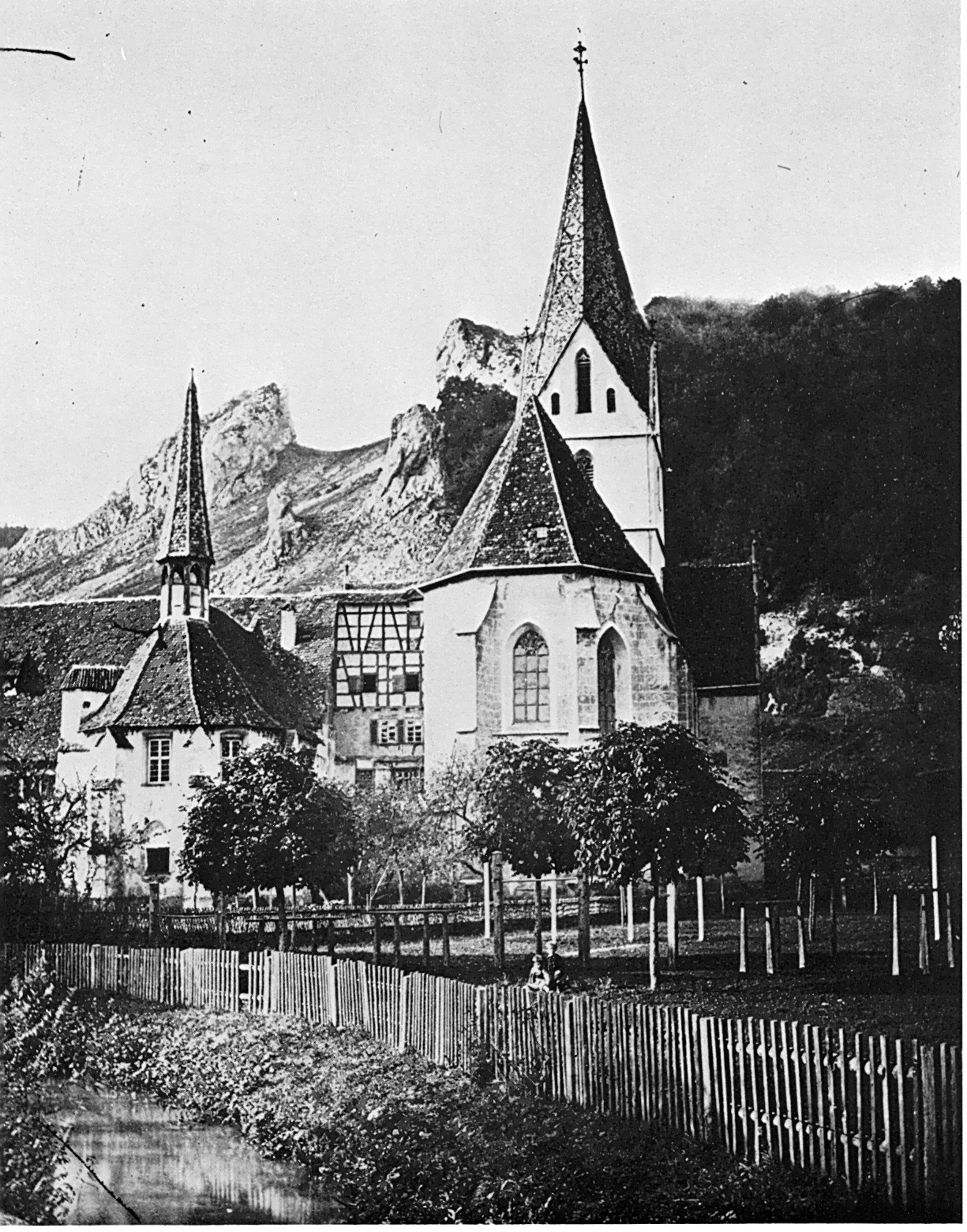
Szwabia
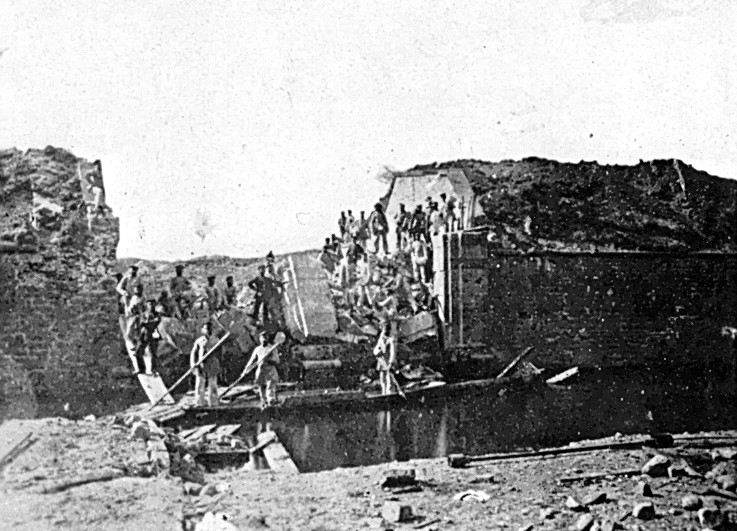
Fotografia wojenna
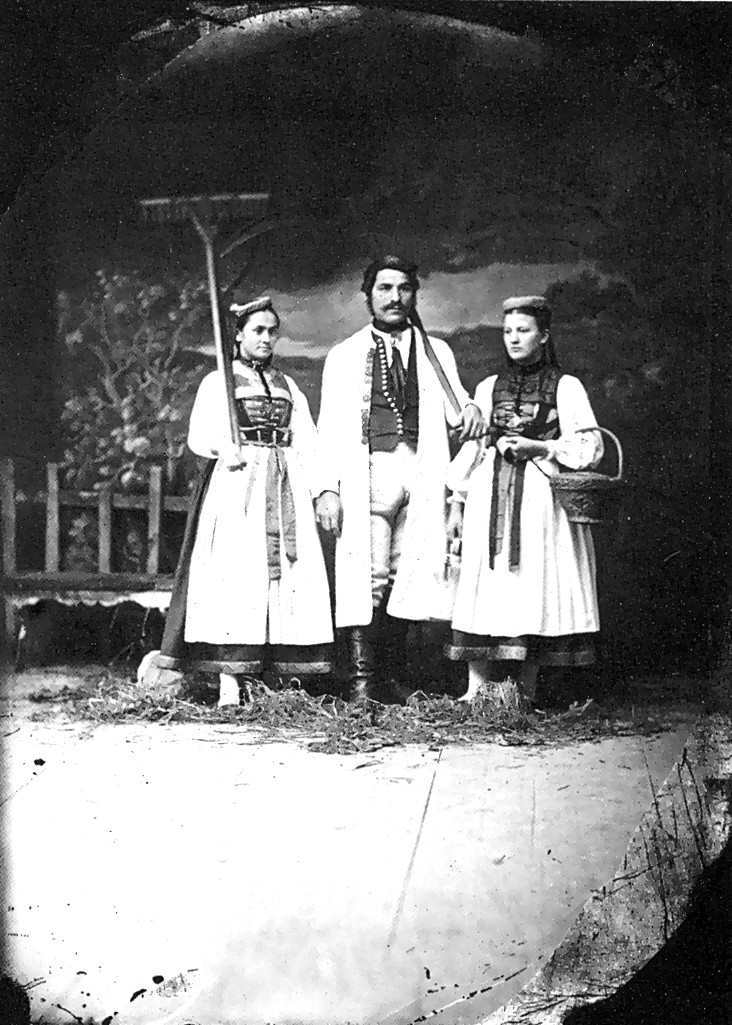
Stroje ludowe
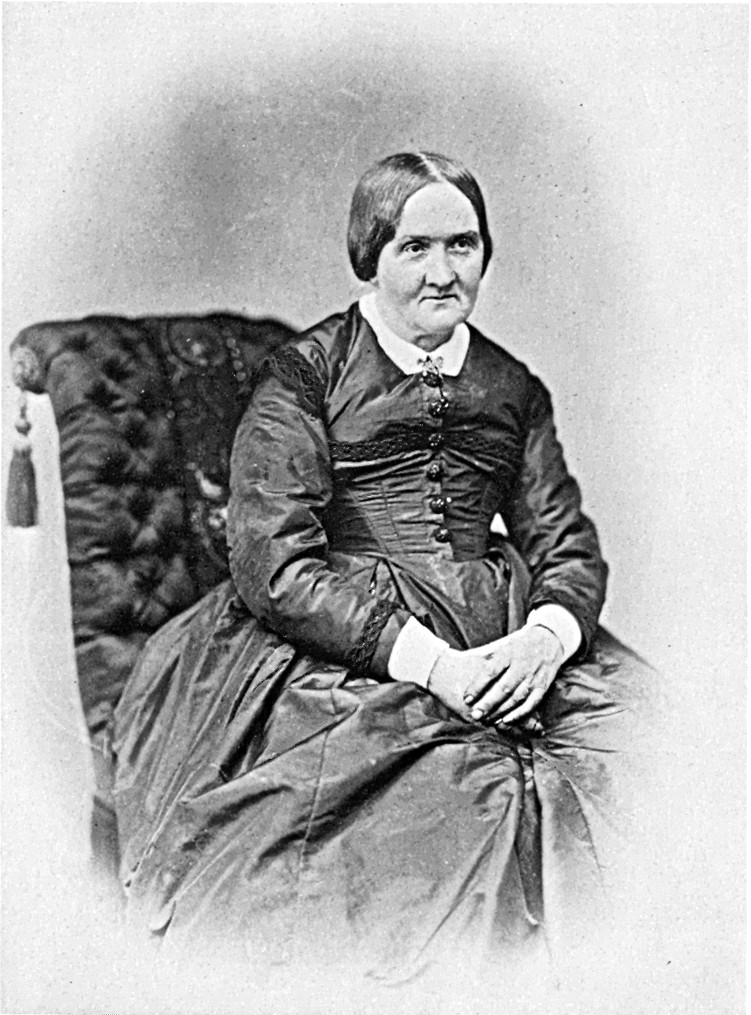
Portrety
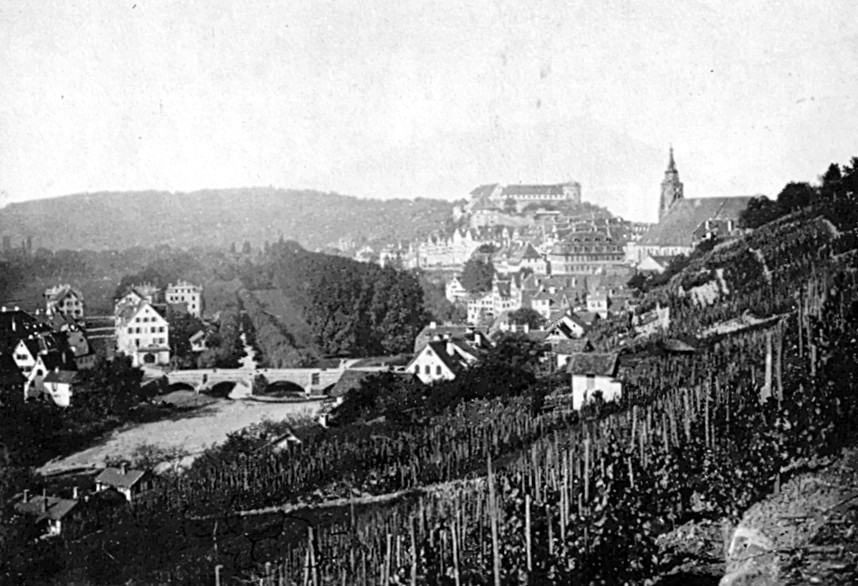
Tybinga